# 三星Galaxy Tab 3 7.0
三星 GalaxyTab 3 7.0，是搭载Android系统的7英寸平板电脑，由三星电子公司生产。它是三星 Galaxy Tab系列的第三代产品，该系列还包含8寸 Galaxy Tab 3 8.0和10.1英寸 Galaxy Tab 3 10.1。该产品在2013年4月29日被发布，并于2013年7月7日在美国开售。

## 发布过程
2013年6月24日， Galaxy Tab 7.0发布，将于2013年移动世界大会上与 Galaxy Tab10.1一起展出。三星公司证实，GalaxyTab 3  7.0将在7月7日发布，8 GB版本售价为199美元。

## 特点
GalaxyTab 3  7.0搭载了Android 4.1.2 Jelly Bean系统。但是Wi-Fi模式与Android 4.4.2版本的更新相同。2014年9月，系统可升级至 Kitkat4.4.2，但不支持Wi-Fi显示（Miracast）。三星公司为用户定制了 TouchWiz UX系统。除了自带Google Play、Gmail、YouTube等谷歌应用程序外，它还预装了三星的应用程序，比如 ChatON、Smart Remote （Peel）、S Voice、Group Play、Multi-Window 及 All Share Play。
Galaxy Tab 3 7.0 提供仅WiFi版本、WiFi IR Blaster版本（取决于地区）、3G&WiFi版本和4G&LTE（部分国家）版本。它有一个7英寸的TFT LCD屏幕，其分辨率为1024x600像素，有前置和后置摄像头。
内部存储空间根据不同型号从8GB到32GB不等，有一个microSD卡插槽用于扩展储存空间（最大64GB）。

## 社会反响
对于 GalaxyTab  7.0这款产品，人们的评价两极分化。《PC世界》澳大利亚评论员罗斯·卡坦扎里提评论道：“Galaxy Tab 3 7.0版是 Galaxy Tab  7.0版的升级版，但是并没有太多新东西。”Catanzariti和blog.gsma rena的 Vince Lockford都对该设备的轻薄、轻盈以及S4和 Note系列产品的统一设计语言表示赞赏。像前几代一样，有人批评屏幕质量，洛克福德称这款产品“乏味、缺乏灵感”，澳大利亚 CNET公司的 Nic Healey批评说，相比于2013年推出的谷歌 Nexus 7，这款手机显得「赤裸裸，毫无特色」，不过他认为它值得尝试。

## 特别版本
三星还在2013年11月推出了Hello Kitty版，作为这款平板电脑的特别版本。
另一款特别版是三星 Galaxy Tab 3儿童版。这是一款具有所有标准功能的儿童平板电脑，但是多了一个儿童用户界面和保护外壳。在2013年11月10日推出。